# Arne Molfenter
Arne Molfenter (* 1971) ist ein deutscher Autor und Journalist.

## Leben
Molfenter ist Absolvent der Deutschen Journalistenschule in München.
Er schreibt Sachbücher über zeithistorische Themen und Personen wie den spanischen Doppelagenten Joan Pujol García, der eine entscheidende Rolle bei der Landung der Alliierten in der Normandie 1944 und der Operation Fortitude spielte („Garbo, der Spion“).
Weitere biografische Sachbücher (zusammen mit dem Autor Rüdiger Strempel) analysieren das Leben des irischen Priesters Hugh O’Flaherty („Über die weiße Linie“) und die Geschichte von Vera Atkins und ihrer Agentinnen der britischen Spezialeinheit SOE im Zweiten Weltkrieg, dazu gehörte die indische Prinzessin und Agentin Noor Inayat Khan („Der Finsternis entgegen“).
In seinem Sachbuch „Operation Doppeltes Spiel“ beschreibt er die Lebensgeschichte der beiden Doppelagenten Dušan Popov und Johann Nielsen Jebsen, die zunächst für die deutsche Abwehr tätig wurden, schon bald aber zum britischen Geheimdienst überliefen. Beide gelten als reale Vorbilder für Ian Flemings Romanfigur James Bond. Das Buch ist derzeit für eine Verfilmung optioniert.
2025 veröffentlichte Molfenter sein Sachbuch über den Wissenschaftler und am Manhattan-Projekt aktiv beteiligten Physiker Léo Szilárd, „der entscheidenden Anteil am Bau der Atombombe hatte – und zu ihrem schärfsten Kritiker wurde.“
Neben Sachbüchern verfasst Molfenter auch Romane, darunter die Krimi-Reihe um die LKA-Sonderermittlerin Lucy Westerberg („Sieh ihn nie an“, „Der Kodex des Clans“), die unter anderem das Problem der Aktivitäten krimineller Clans behandeln.
Journalistisch tätig ist er für die Die Zeit und den Spiegel, vorwiegend zu zeitgeschichtlichen Themen (u. a. Operation Columba, das Schicksal der Radium Girls und das Leben des italo-amerikanischen Polizisten und Mafia-Jägers Joseph Petrosino).
Vor seiner Autorentätigkeit war Arne Molfenter Redakteur, Reporter und Korrespondent, u. a. für den BBC World Service in London, die ARD und Die Zeit.
Hauptberuflich arbeitet Molfenter als Kommunikationsmanager der Vereinten Nationen in Deutschland (UN-Campus, Bonn). und vorrangig im Büro der Vereinten Nationen in Brüssel.

## Werke
- Garbo, der Spion. Piper, München 2014, ISBN 3-492-05583-4.
- Über die weiße Linie (mit Rüdiger Strempel). DuMont, Köln 2016, ISBN 3-8321-6353-0.
- Der Finsternis entgegen (mit Rüdiger Strempel). DuMont, Köln 2016, ISBN 3-8321-6394-8.
- Sieh ihn nie an. Gmeiner, Meßkirch 2019, ISBN 3-8392-2404-7.
- Der Kodex des Clans. Gmeiner, Meßkirch 2020, ISBN 3-8392-2761-5.
- Einmischung unerwünscht – Spitzenforscherinnen in einer männerdominierten Welt (mit Rüdiger Strempel). Osburg-Verlag, Hamburg 2023, ISBN 3-95510-329-3.
- Operation Doppeltes Spiel – Wie zwei Agenten den Sieg über Nazi-Deutschland retteten. Herder, Freiburg 2023, ISBN 978-3-451-39582-6.
- Leó Szilárd – Der Mann hinter der Bombe. S. Hirzel, Stuttgart 2025, ISBN 978-3-7776-3401-2.